# О’Нилл, Майкл
Майкл Эндрю Мартин О’Нилл (англ. Michael Andrew Martin O'Neill; род. 5 июля 1969, Портадаун, Арма) — североирландский футболист и тренер.
Начал карьеру на родине в Северной Ирландии в футбольном клубе «Колрейн», также играл в клубах Англии, Шотландии и США. Провёл 31 матч за национальную сборную, в которых забил 4 мяча. В 2012 году был назначен тренером сборной Северной Ирландии по футболу.
8 ноября 2019 года был назначен главным тренером футбольного клуба «Сток Сити».

## Ранние годы
Майкл О’Нилл родился 5 июля 1969 года в городе Портадаун, графство Арма, в семье североирландских католиков Деса и Патрисии. Короткое время он учился в начальной школе, до того как семья переехала в город Баллимина, графство Антрим. В Баллимине он посещал начальную школу Всех святых, а позже — школу Сент-Луис Граммар, где он выиграл Кубок Англии школ Северной Ирландии. Он также был многообещающим игроком в гэльские игры, представляющий клуб «Антрим», прежде чем сосредоточиться на футболе. Играл в молодёжной футбольной команде «Стар Юнайтед» в течение четырёх лет до перехода в «Чимни Корнер».